# Fehrita
La fehrita es un mineral, sulfato de cobre y magnesio, con hidroxilos e hidratado, aprobado por la Asociación Internacional de Mineralogía como una nueva especie en 2019, y descrito formalmente en 2021 a partir de ejemplares obtenidos en la mina Casualidad, situada cerca de Baños de Sierra Alhamilla, en Pechina (Almería), España, que consecuentemente es la localidad tipo. El nombre es un homenaje a Karl Thomas Fehr, profesor de Mineralogía en la Universidad Ludwig-Maximilians, en  Munich (Alemania).

## Propiedades físicas y químicas
La fehrita es el único sulfato de magnesio y cobre conocido hasta el momento. Es  isoestructural con la ktenasita y con la gobelinita, con magnesio en lugar del zinc y del cobalto. Se encuentra como agregados radiados de cristales tabulares alargados, en forma de listón, de una longitud máxima de 200 micras. En su composición intervienen, además de los elementos de la fórmula, proporciones significativas de Zn y trazas de Mn.

## Yacimientos
La fehritaes un mineral secundario, que se produce por alteración de sulfuros. Parece ser un mineral muy raro, y hasta el momento, solamente se ha encontrado en dos localidades: En la localidad tipo, la mina Casualidad, en Pechina (Almería), España y también en la mina de Les Ferreres, Rocabruna, Camprodón (Gerona), España. En la mina Casualidad se encontró como un producto de alteración de tetraedrita en una zona colapsada en la parte NE de las labores. Se encuentra asociada a kapellasita, connellita y serpierita. Su aspecto es muy parecido al de esta última , de la que puede diferenciarse por la presencia de ligeros tonos verdosos en la fehrita, mientras que la serpierita es de color azul cielo, sin tonos verdes.